# Дансон
Дансо́н (исп. Danzón) — кубинский парный танец с характерным синкопированным ритмом. Музыкальный размер 2/4, темп подвижный. Создан кубинским музыкантом Мигелем Фаильде в 1879 году на основе дансы. Широко отражён в творчестве профессиональных кубинских композиторов.